# Habitatge a la plaça Sant Miquel, 15 (Cervera)
Habitatge a la plaça Sant Miquel, 15 és una obra de Cervera (Segarra) protegida com a Bé Cultural d'Interès Local.

## Descripció
Edifici de planta irregular, amb dues façanes disposades en cantonada, una oberta a la plaça Universitat i l'altra a la de Sant Miquel. La planta baixa ha estat totalment reformada en repetides ocasions, ja que de ser cafè passà a ser una entitat bancària, fins que fa pocs anys recuperà la seva primitiva funció. El primer i el segon pis estan definits cada un per dues obertures a la façana més curta i tres a la de la plaça Sant Miquel. Les obertures del primer pla estan unides per una balconada, mentre les del segon tenen cada una un balcó ampitador. El parament de la façana està realitzat a base d'arrebossat que imita un aparell de carreus ben escairats. La coberta és de teula àrab amb una inclinació composta.